# Meca-Mugrón-San Benito
Meca-Mugrón-San Benito este o arie protejată (arie de protecție specială avifaunistică — SPA) din Spania întinsă pe o suprafață de 7.037,57 ha, integral pe uscat.

## Localizare
Centrul sitului Meca-Mugrón-San Benito este situat la coordonatele 38°59′01″N 1°09′45″W / 38.9836°N 1.1625°V.

## Înființare
Situl Meca-Mugrón-San Benito a fost declarat arie de protecție specială avifaunistică în iunie 2009 pentru a proteja 19 specii de animale.

## Biodiversitate
Situată în ecoregiunea mediteraneană, aria protejată nu include niciun habitat protejat.
La baza desemnării sitului se află mai multe specii protejate de  păsări (19): acvilă de munte (Aquila chrysaetos), buha (Bubo bubo), pasărea ogorului (Burhinus oedicnemus), ciocârlie-cu-degete-scurte (Calandrella brachydactyla), caprimulg (Caprimulgus europaeus), șerpar (Circaetus gallicus), Falco naumanni, șoim călător (Falco peregrinus), Galerida theklae, acvilă pitică (Hieraaetus pennatus), ciocârlie de pădure (Lullula arborea), ciocârlie de bărăgan (Melanocorypha calandra), Oenanthe leucura, dropie (Otis tarda), Pterocles orientalis, Pyrrhocorax pyrrhocorax, turturică (Streptopelia turtur), silvie de tufiș (Sylvia undata), spârcaci (Tetrax tetrax).